# Харлан (Айова)
Харлан (англ. Harlan) — город и административный центр в округе Шелби в штате Айова в Соединённых Штатах Америки.
Согласно результатам переписи населения США, проведённой в 2020 году, число жителей города составляло 4893 человек, что, для такого небольшого населённого пункта, существенно меньше (− 4.2%), чем было во время предыдущей переписи прошедшей в 2010 году (5106 человек).

## История
Харлан был основан в 1858 году и был назван в честь Джеймса Харлана, одного из первых сенаторов США от штата Айова.

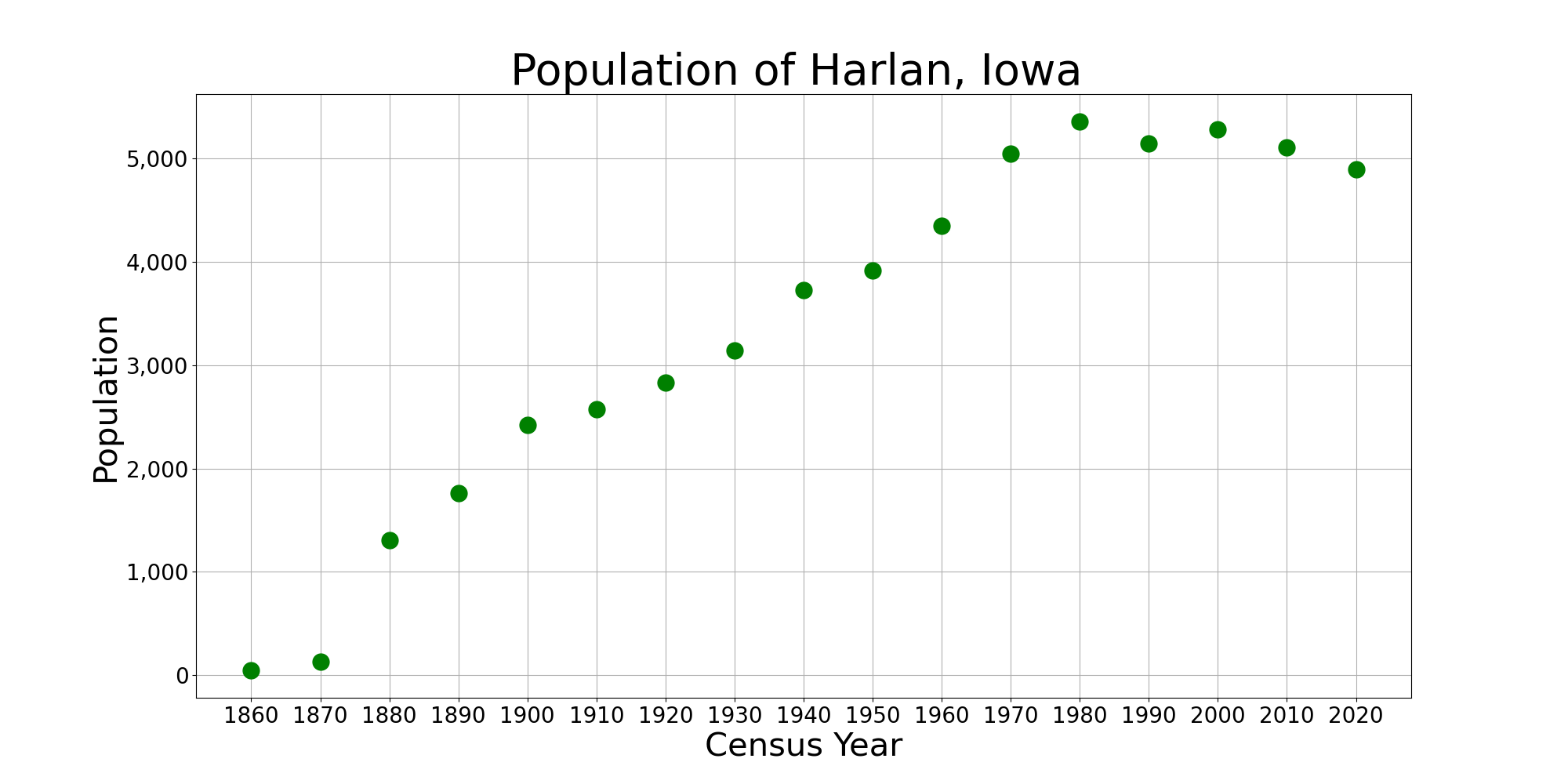
Население Харлана

Уже в 1859 году Харлан был избран административным центром округа Шелби.
2 мая 1879 года поселение было инкорпорировано и включено в реестр штата Айова, благодаря чему некорпоративное сообщество Харлан официально получило статус города («Сity of» / «Town of»).
С момента основания население города во втором тысячелетии довольно уверенно росло, единственный раз, когда число горожан снизилось пришёлся на 1990-е (− 3.9%). В первой четверти XXI века число горожан неуклонно сокращалось.

## География
В соответствии с данными указанными на сайте центрального статистического органа страны — Бюро переписи населения США, общая площадь города составляет 4,39 квадратных мили (11,37 км2) и вся эта территория приходится на сушу.